# 轴果蕨
轴果蕨（学名：Rhachidosorus mesosorus）为蹄盖蕨科轴果蕨属下的一个种。

## 扩展阅读
- 維基物種上的相關：轴果蕨